# Histaminreceptor
Histaminreceptorer är en grupp av G-proteinkopplade receptorer som har histamin som sin endogena ligand. Läkemedel som påverkar histaminreceptorer används bland annat mot allergiska besvär, överdriven produktion av magsyra, samt sömnproblem.
Det finns fyra olika kända histaminreceptorer:
- H1-receptor
- H2-receptor
- H3-receptor
- H4-receptor

## Jämförelse mellan receptortyperna
| Receptor | Mekanism  | Funktion | Antagonister                                                                                 |
| -------- | --------- | --- | -------------------------------------------------------------------------------------------- |
| H1       | Gq        | - Kontraktion av ileum - Reglerar dygnsrytmen - Kliande - Systemisk vasodilatation - luftvägskonstriktion (astma)                                                            | - H1-receptorantagonister - Difenhydramin - Loratadin - Cetirizin - Fexofenadin - Hydroxizin |
| H2       | Gs ↑ Ca2+ | - Ökar sinusrytmen - Stimulerar sekretionen av magsaft - Relaxerar glatta muskelceller - Hämmar syntesen av antikroppar, T-cell-proliferation samt produktionen av cytokiner | - H2-receptorantagonister - Ranitidin - Cimetidin - Famotidin - Nizatidin                    |
| H3       | Gi        | - Neurotransmittor i CNS - Presynaptiska autoreceptorer | - H3-receptorantagonister - ABT-239 - Ciproxifan - Clobenpropit - Tioperamid                 |
| H4       | Gi        | - Medierar mastcell-kemotaxi | - H4-receptorantagonister - Tioperamid - JNJ 7777120                                         |

Det finns flera splitsningsvarianter av H3-receptorn hos olika arter. Även om alla är G-proteinkopplade receptorer så skiljer deras aktiviteter sig åt genom de olika G-proteiner som de associerar med på insidan av cellmembranet.